# Anatalanta crozetensis
Anatalanta crozetensis är en tvåvingeart som beskrevs av Günther Enderlein 1909. Anatalanta crozetensis ingår i släktet Anatalanta och familjen hoppflugor.
Artens utbredningsområde är Crozetön. Inga underarter finns listade i Catalogue of Life.